# Ägyptisch-saudi-arabische Beziehungen
Die Ägyptisch-saudi-arabischen Beziehungen sind das zwischenstaatliche Verhältnis zwischen Ägypten und Saudi-Arabien. Beide Länder zählen zu den führenden Staaten der Arabischen Welt. Innerhalb dieser konkurrierten beide Staaten in der Zeit von Gamal Abdel Nasser um die Führungsrolle. Später wurde Ägypten allerdings zunehmend von Hilfszahlungen aus Saudi-Arabien abhängig.

## Geschichte

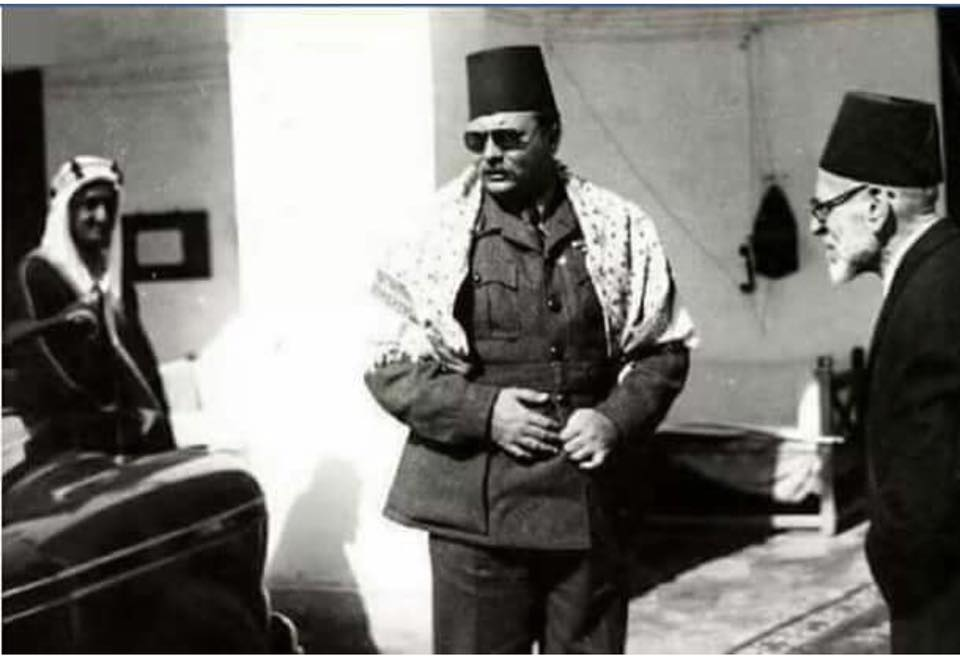
König Faruq und Prinz Faisal ibn Abd al-Aziz (1945)

Die Interaktionen zwischen Ägypten und Saudi-Arabien lassen sich bis auf die Prähistorie zurückverfolgen, auch wenn das Alte Ägypten nie die Herrschaft über die gesamte arabische Halbinsel erlangen konnte. Dortige Stämme konnten im 7. Jahrhundert das byzantinische Ägypten erobern, womit die Islamisierung Ägyptens begann, welche mehrere Jahrhunderte dauerte. Nach dem Sieg der Osmanen gegen die Mamluken im Osmanisch-Mamlukischen Krieg (1516–1517) fielen sowohl Ägypten als auch Mekka an das Osmanische Reich. Zwischen 1811 und 1818 führte Ibrahim Pascha, Sohn des ägyptischen Gouverneurs Muhammad Ali, im Auftrag des Osmanischen Reiches einen Feldzug gegen das Emirat Dirʿiyya – wie der erste saudische Staat genannt wurde. In diesem auch als ägyptisch-wahhabitischer Krieg bezeichneten Konflikt konnten die Ägypter die Saudis besiegen und zahlreiche Anführer der Aufständischen wurden hingerichtet.
Am 7. Mai 1936 wurde in Kairo ein Vertrag zwischen Ägypten und Saudi-Arabien unterzeichnet, der die Anerkennung Saudi-Arabiens als unabhängigen und souveränen Staat durch Ägypten verkündete. Nach der Militärputsch in Ägypten 1952 unter Führung von Muhammad Nagib und Gamal Abdel Nasser kooperierten die Ägypter mit den gegen die Haschimiten in Jordanien und dem Königreich Irak, die beide Staaten als Bedrohung ansahen. Die zunehmende Hinwendung Ägyptens zur Sowjetunion und die Bemühungen der Ägypter, arabische Monarchien durch Republiken zu ersetzen, führten jedoch zu einer Distanzierung der Saudis von Ägypten. Nachdem 1958 auch im Irak arabische Sozialisten an die Macht gekommen waren, sahen die Saudis die revolutionäre Ideologie Nassers endgültig als Bedrohung an. 1958 führte diese Verschlechterung der Beziehungen dazu, dass König Ibn Saud Abdel Hamid al-Sarradsch, dem damaligen Chef des syrischen Geheimdienstes und späteren Vizepräsidenten der Vereinigten Arabischen Republik, ein Bestechungsgeld in Höhe von 1,9 Millionen Pfund anbot, um die Ermordung von Ägyptens Führer Nassers zu erreichen.

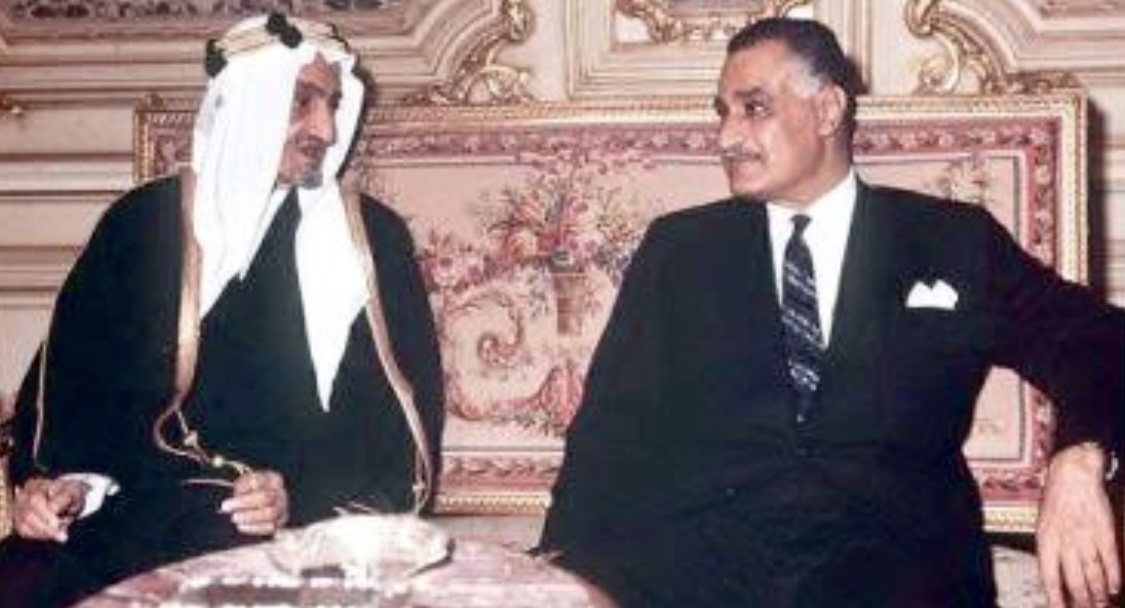
König Fahd ibn Abd al-Aziz und Gamal Abdel Nasser (1969)

So vertrat Ägypten unter Präsident Gamal Abdel Nasser, unterstützt von der Sowjetunion, die Bewegung der Blockfreien und den Panarabismus und war ein nomineller Verfechter von Säkularismus und Republikanismus. Bei den nasseristischen Regierungen handelte es sich häufig um Militärdiktaturen, die nach einem Militärputsch gegen eine konservative Monarchie gegründet wurden, wie z. B. Libyen nach dem libyschen Staatsstreich 1969. Die Saudis hingegen waren starke Verfechter der absoluten Monarchie und der islamistischen Theokratie und standen im Allgemeinen den Regierungen des Vereinigten Königreichs und der Vereinigten Staaten nahe. Die saudisch-ägyptische Rivalität war der Hauptkonflikt des arabischen Kalten Krieges. Im Jemen kam es in den 1960er Jahren zu einem Stellvertreterkrieg zwischen beiden Führungsmächten der Araber, wobei es sogar zu Angriffen ägyptischer Streitkräfte auf Städte in Saudi-Arabien kam. Die katastrophale Niederlage der Ägypter gegen Israel im Sechstagekrieg 1967 schwächte Nassers Ansehen schließlich und Ägypten zog nach einem Abkommen mit den Saudis seine Truppen aus dem Jemen ab.
Die Beziehungen zwischen Ägypten und Saudi-Arabien erwärmten sich während der Regierungszeit Anwar Sadats beträchtlich, wobei die Saudis eine Schlüsselrolle dabei spielten, Sadat davon zu überzeugen, die Ausweisung von 20.000 Beratern der sowjetischen Streitkräfte aus Ägypten im Jahr 1972 zu vollziehen. Sadat vergrößerte auch die Rolle des Islams in der ägyptischen Gesellschaft und ließ die Muslimbrüder wieder erlauben, die von den Saudis finanziert wurde. Im Gegenzug zahlten die Saudis Hilfsgelder an Ägypten und rüsteten dessen Militär mit Mirage-Kampfflugzeugen auf. 1973 koordinierten die ägyptische und die saudische Regierung auch Jom-Kippur-Krieg mit dem Ölembargo gegen Israels westliche Verbündete, was zur Ölkrise von 1973 führte. Saudi-Arabien und die übrigen Länder der Arabischen Liga setzten jedoch die diplomatischen Beziehungen zu Ägypten aus Protest gegen den ägyptisch-israelischen Friedensvertrag aus, nachdem die Minister der Arabischen Liga in Bagdad zu einem wirtschaftlichen und diplomatischen Boykott Ägyptens aufgerufen hatten. Am 2. April 1979 verließ der saudische Botschafter Kairo. Sadat wurde bald darauf von Islamisten ermordet.
Ägypten während der Amtszeit von Hosni Mubarak (1981–2011) setzte den konservativen Kurs fort, der unter Sadat begonnen hatte. Er blieb eng mit den Vereinigten Staaten verbündet und bemühte sich um die Wiederherstellung der 1979 abgebrochenen Beziehungen zu den arabischen Staaten. Es sollte weitere sechs Jahre dauern, bis die Arabische Liga den einzelnen Ländern gestattete, selbst über ihre Beziehungen zu Ägypten zu entscheiden, und am 17. November 1987 kündigte König Fahd an, dass Saudi-Arabien offiziell die diplomatischen Beziehungen zu Ägypten wieder aufnehmen würde, um die arabische Solidarität zu stärken. 1990/91 unterstützte Ägypten die Saudis während des Zweiten Golfkriegs gegen Saddam Husseins Irak und entsendete 35.000 Soldaten. Während der ägyptischen Revolution 2011 brachte der saudische König Abdullah seine Unterstützung für Hosni Mubarak zum Ausdruck, der ein langjähriger Verbündeter war. Abdullah fürchtete um die Stabilität und verurteilte „Versuche, Ägypten zu destabilisieren“.

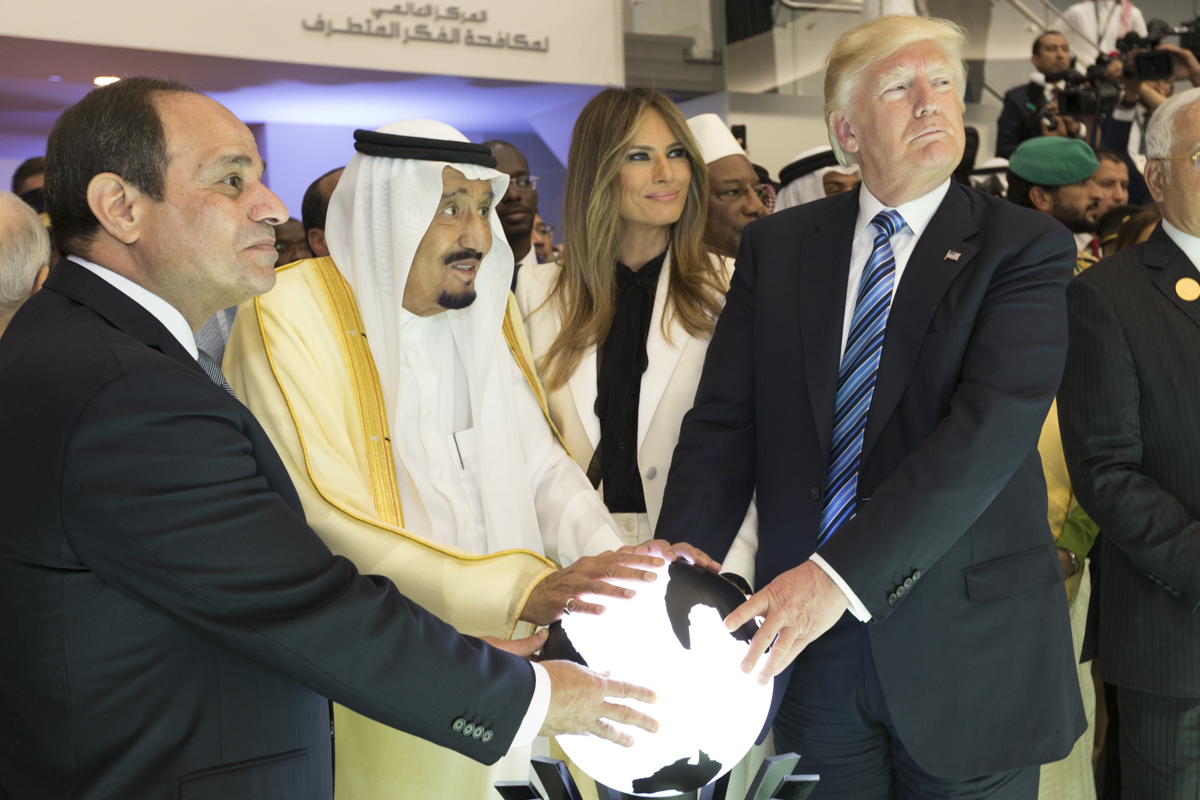
Der saudische König Salman, der ägyptische Präsident Sisi und Donald Trump in Riad (2017)

Nach der ägyptischen Revolution verschlechterten sich Beziehungen zu Ägypten. Der neue Präsident Mohammed Mursi stand den Muslimbrüdern nahe, welche einst von den Saudis unterstützt wurden. Ihre sozialrevolutionären Forderungen waren dem saudischen Königshaus aber inzwischen unbequem geworden. Nach der Verhaftung eines Ägypters in Saudi-Arabien im April 2012 kam es zu Protesten vor der saudischen Botschaft in Kairo. Nach den Protesten kündigten die saudischen Behörden die Schließung der saudischen Botschaft und anderer Konsulate in Ägypten an. Dies stellte den Tiefpunkt der ägyptisch-saudischen Beziehungen nach 1979 dar. Saudi-Arabien gehörte zu den Ländern, die die Ernennung einer Übergangsregierung nach der Absetzung von Mursi in einem Militärputsch im Juli 2013 ausdrücklich begrüßten. Bald darauf verbesserten sich die Beziehungen zwischen den beiden Ländern erheblich und Saudi-Arabien begann die neue autoritäre Militärregierung unter Abd al-Fattah as-Sisi finanziell zu unterstützen.
Im April 2016 stattete König Salman von Saudi-Arabien Ägypten einen fünftägigen Besuch ab, bei dem die beiden Länder Wirtschaftsabkommen im Wert von rund 25 Mrd. US-Dollar unterzeichneten und auch eine Vereinbarung über die „Rückgabe“ von Tiran und Sanafir, zwei von Ägypten verwalteten Inseln im Golf von Akaba, an Saudi-Arabien trafen. Die Ankündigung der Übergabe der Inseln löste in Ägypten heftige Kritik aus, sogar unter den Anhängern von Präsident Sisi. Auch soll Saudi-Arabien nicht alle wirtschaftlichen Investitionsversprechen eingehalten haben. In der Folgezeit blieben Sisi und Saudi-Arabien engste Verbündete und Ägypten unterstützte die Saudi in der Katar-Krise von 2017 diplomatisch, auch da Katar als verbliebener Geldgeber der Muslimbrüder gilt, die von Sisi zu Staatsfeinden erklärt wurden. Nach dem Beginn des Russischen Überfall auf die Ukraine 2022 geriet Ägypten in finanzielle Schwierigkeiten und wurde von Saudi-Arabien mit Hilfszahlungen in Höhe von 15 Milliarden US-Dollar unterstützt. Eine nachhaltige Stabilisierung der ägyptischen Wirtschaft blieb danach aber aus, auch da notwendige Reformen nicht angegangen wurden.

## Wirtschaftsbeziehungen
Mit einem Handelsvolumen von über 8 Milliarden US-Dollar (2021) war Saudi-Arabien für Ägypten einer der wichtigsten Handelspartner. Saudi-Arabien ist ein bedeutender Investor in Ägypten, so wurden 2019 knapp 9 Milliarden US-Dollar an Investitionen in die ägyptische Wirtschaft angekündigt. Ägypten hat von den Golfstaaten Hilfen zur Unterstützung der ägyptischen Wirtschaft und der Stabilisierung seiner Währung geleistet. Zwischen 2010 und 2022 haben sich die Hilfszahlungen der Golfstaaten an Ägypten auf knapp 90 Milliarden Dollar belaufen.
Beide Länder haben auch gemeinsame Infrastrukturprojekte angekündigt, wie eine Querung über die Straße von Tiran die Saudi-Arabien mit der Sinai-Halbinsel verbinden soll und Ägypten an dem Megaprojekt Neom beteiligen soll.

## Migration
Ägyptische Gastarbeiter sind seit Jahrzehnten ein wichtiger Faktor für die saudische Wirtschaft. 2020 lebten knapp eine Million Ägypter in Saudi-Arabien, womit diese knapp 7 Prozent aller Ausländer im Land stellten.

## Diplomatische Standorte
- Ägypten hat eine Botschaft in Riad und ein Generalkonsulat in Dschidda.
- Saudi-Arabien unterhält eine Botschaft in Kairo und ein Generalkonsulat in Alexandria.